# Пистоя (провинция)
Пистоя (на италиански: Provincia di Pistoia) е провинция в Италия, разположена в северната част на Тоскана.
Площта ѝ е 965 км², а населението – 287 445 души (2013). Провинцията включва 22 общини, административен център е град Пистоя.

## География
Граничи на север с Емилия-Романя (провинциите Модена и Болоня), на изток с провинция Прато, на юг с провинция Флоренция и на запад с провинция Лука.
Разделя се на 3 географски района:
- Равнина Омброне, на югоизток.
- Валдиниеволе, на югозапад
- Пистойските планини, на север

### Главни общини
- Пистоя – 89 418 души
- Куарата – 24 448 души
- Монтекатини Терме – 20 832 души
- Монсумано Терме – 20 594 души
- Пеша – 19 334 души

## Административно деление
Провинцията Пистоя се разделя на 3 района:
- на изток е равнината Омброне, където се намира град Пистоя;
- на югозапад е Валдиниеволе, където се намират Монтекатини Терме и Пеша;
- на север са Пистойските планини, чийто главен център е Сан Марчело Пистойезе.

- Равнина Омброне
  - Пистоя
  - Аляна
  - Куарата
  - Монтале
  - Серавале Пистойезе
- Пистойски планини
  - Абетоне Кутиляно
  - Марлиана
  - Самбука Пистойезе
  - Сан Марчело Пительо
- Валдиниеволе
  - Буджано
  - Киезина Уцанезе
  - Ларчано
  - Лампорекио
  - Маса и Коциле
  - Монсумано Терме
  - Монтекатини Терме
  - Пеша
  - Пиеве а Ниеволе
  - Понте Буджанезе
  - Уцано